# La Roca (Vilallonga de Ter)
El poble de la Roca de Pelancà, situat a la dreta del Ter, es troba a la solana d'un gran penyal que cau a plom d'amunt el riu, a l'indret de la seva confluència amb la riera d'Abella. És una entitat de població del municipi ripollès de Vilallonga de Ter. Antigament tenia unes 25 famílies. El 2006 tenia 34 habitants.
Sobre el penyal hi ha algunes escasses restes de l'antiga fortalesa de Pelancà, esmentada des del segle xiii, que pertangué als Milany(1244), als So (segles XIV-XVII) i als Descatllar (des del 1621), que ja havien tingut abans drets senyorials.
Està catalogat com a Bé Cultural d'Interès Nacional. Situat a 1.040 m d'altitud. Adossada al penyal hi ha l'església o capella, romànica de la Mare de Déu de la Pietat, molt reformada. En el poble també es conserva la casa on visqué i és enterrat el pintor Joan Ponç.

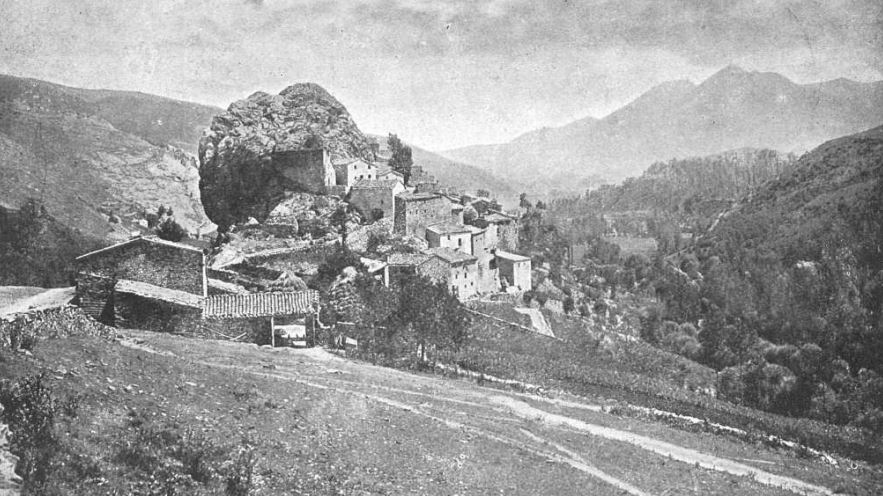
Any 1908

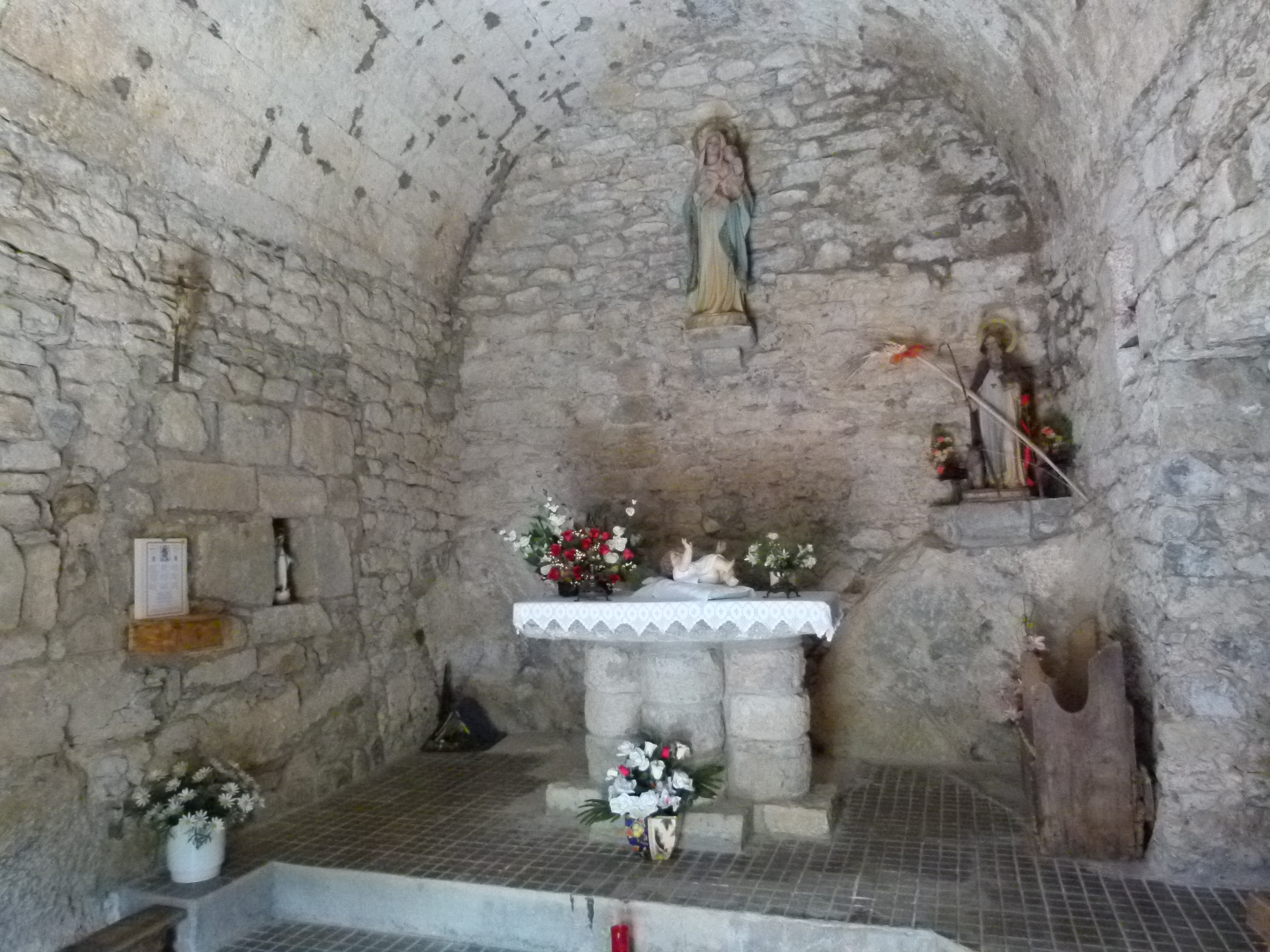
Altar capella de la Pietat

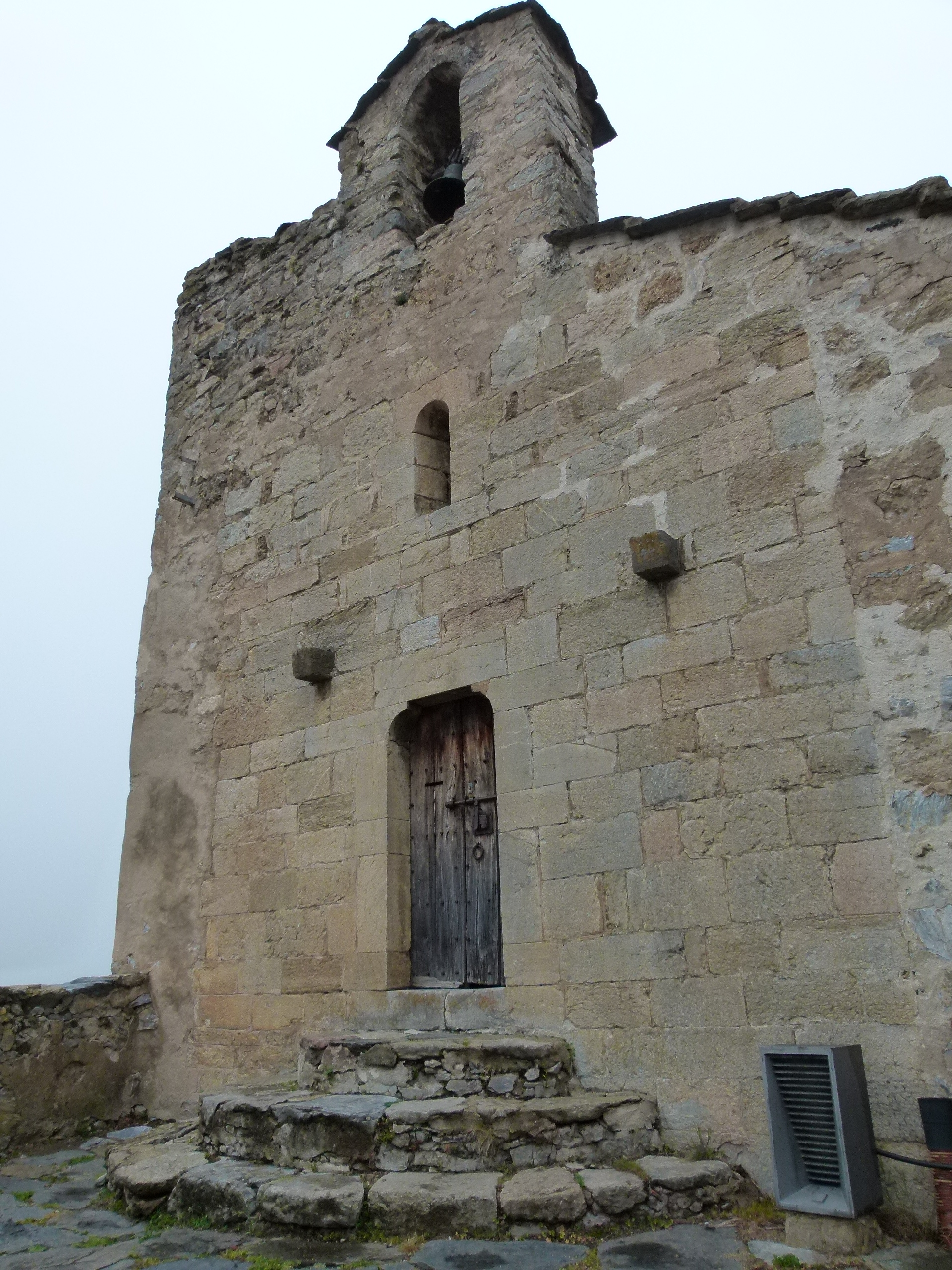
Façana de l'església de La Roca de Pelancà dedicada a la Mare de Déu de la Pietat

La història del poble està ja documentada el 1061, quan hom n'esmenta la capella de la Pietat. Dos-cents anys més tard (1244), el senyor de Milany dispensà el poble de càrregues per aturar-ne el deshabitament. El 1275, l'infant Jaume assetjà el poble. En la guerra dels remences, el rei Joan II establí en el castell de la Roca el cap de la capitania per les bones qualitats defensives que reunia.
Fa la festa major el primer diumenge de setembre.
Hi visqué i hi és enterrat el pintor Joan Ponç i Bonet (Barcelona, 1928 – Sant Pau (Alps Marítims), 1984), membre del grup Dau al Set. També el poeta Lluís Calvo hi resideix sovint i hi ha escrit bona part de la seva obra poètica recent, tot citant en nombroses ocasions el poble i els seus voltants.